# Región de Iberia Interior
Iberia Interior[cita requerida] (en georgiano: შიდა ქართლი, Shida Kartli) es una de las nueve regiones administrativas (mjare) en que se organiza Georgia desde 1996. Está situada en el centro del país, comprende una superficie de 6200 km² y tiene una población de 263 382 habitantes (2014).
La región se divide en 5 raiones o municipios: Gori, Kaspi, Kareli, Yava y Jashuri, y una ciudad, Tsjinvali. La capital y ciudad más grande es la ciudad de Gori.
La región de Shida Kartli tiene frontera con Rusia, y dentro de Georgia con las regiones de Kvemo Kartli, Imericia, Mtsjeta-Mtianeti, Racha-Lechjumi y Kvemo Svaneti y Samtsje-Yavajeti. El clima en la región es moderadamente cálido y húmedo y cuenta con paisajes muy variados.

## Territorio histórico

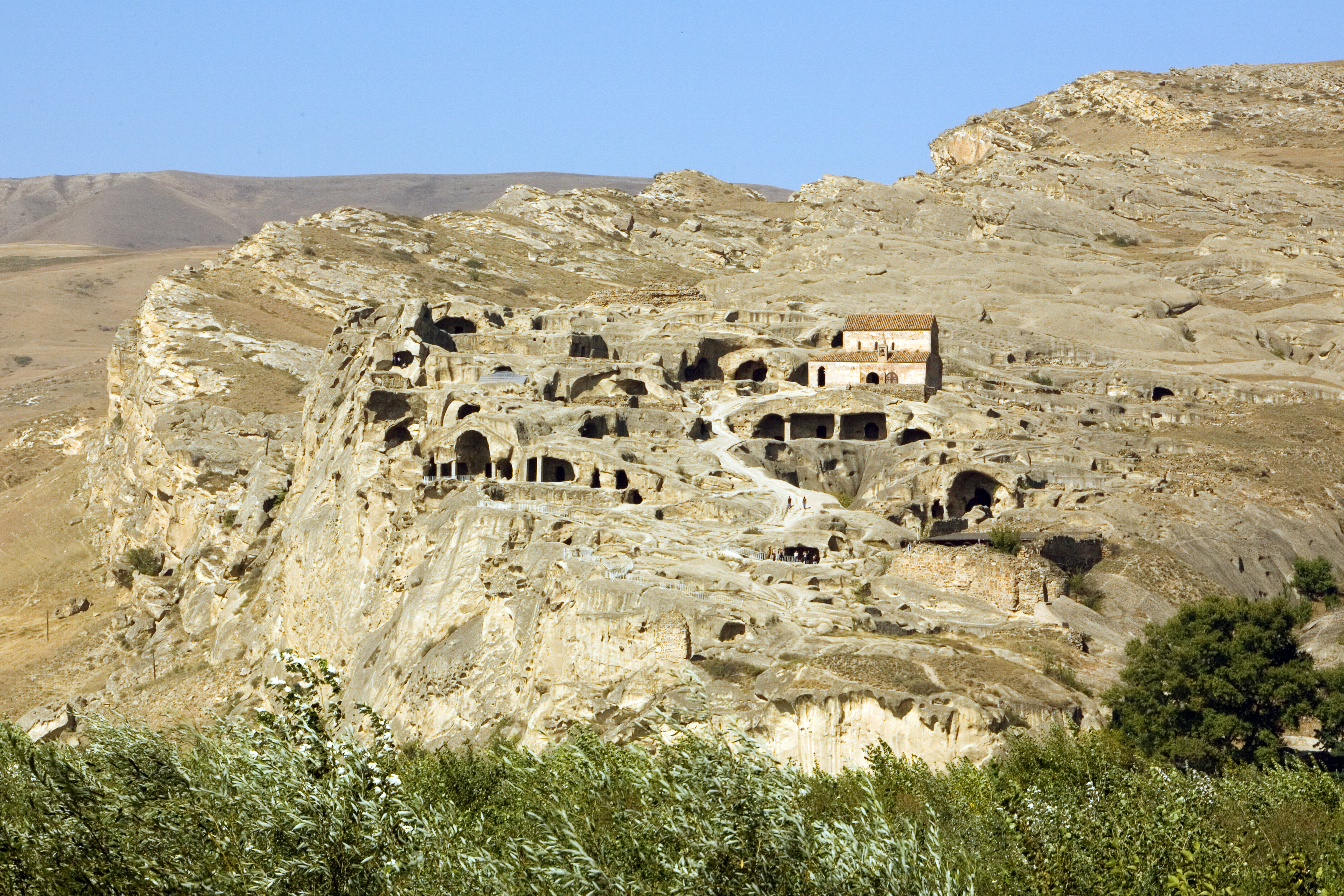
Uplistsikhe, visto desde el sur

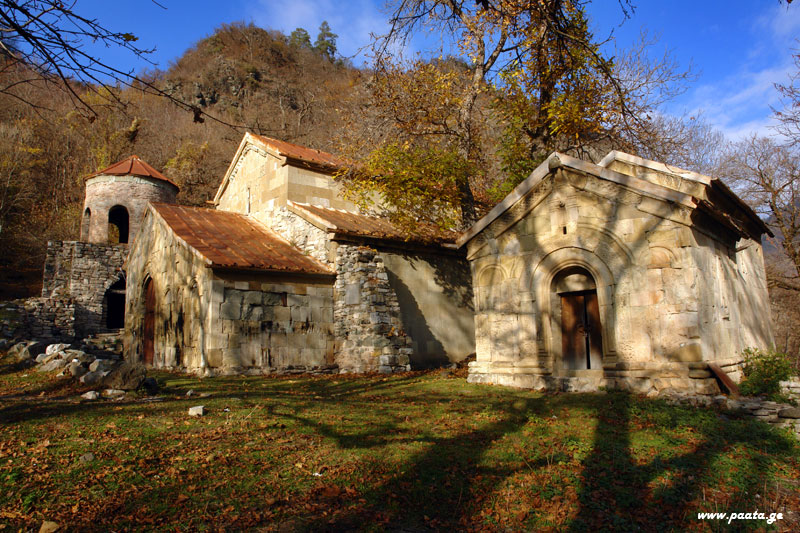
Monasterio de Rkoni

El territorio histórico de Shida Kartli limita al este con el río Aragvi, al norte con la cordillera del Cáucaso, al oeste con los montes Lijsi (Surami), y al sur con la cordillera Trialeti.
El territorio de la región situado al sur del río Kurá, se llama Gagmamjari de Shida Kartli. Por la zona discurren varios ríos, como el Dzama, Tana, Tedzami y Kavtura, que en su parte baja forman llanuras aluviales.
Al norte del río Kura se encuentran las planicies de Doglari, Tirifoni y Mujrani, discurriendo por ellas los ríos Prone, Didi Liajvi, Patara Liajvi, Lejura, Ksani y Aragvi.
La mayoría de los ríos de Shida Kartli desde tiempos remotos se han usado para regadíos. Las grandes planicies en verano, y en invierno pastos, generaron las condiciones para un desarrollo agrícola y ganadero. Pasaba la importante ruta comercial y de tránsito entre las laderas norte y sur del Cáucaso, llamado el camino Aragvi, y del este al oeste. Eso contribuyó que a lo largo de los caminos se desarrollasen las ciudades de Mtsjeta, Mujrani, Gori y Urbnisi entre otras. Las condiciones geográficas y naturales hicieron que Shida Kartli tuviese un papel determinante en la región y en la formación del estado georgiano.
En épocas remotas y en el feudalismo medieval, el territorio de Shida Kartli fue parte del reino de Kartli. Después de la invasión de los mongoles, en el territorio de Shida Kartli se formó en el siglo XIII el kanato Saerist, para luego convertirse en señoríos, Saerist Aragvi en el siglo XIV, Satsitsiano en el siglo XIV, Samachablo en el siglo XV y Samujranbatono en el siglo XVI. En el siglo XVI el reino de Kartli se dividió en cuatro unidades administrativas militares o sadrosho, tres de ellas formadas en el actual territorio de Shida Kartli. Después de la incorporación de Georgia al Imperio ruso, estas tierras formaron parte de los distritos de Gori y Dusheti, dentro de la Gobernación de Tiflis.
En la actual división territorial administrativa de Georgia, el territorio histórico de Shida Kartli se encuentra la mayor parte en Shida Kartli, aunque también parte pertenece a Mtsjeta Mtianeti (Mtsjeta-Ajalgori) y a Samtsje-Yavajeti (Borjomi). La parte norte del mjare se encuentra en los límites de la autoproclamada república de Osetia del Sur.

## Osetia del Sur

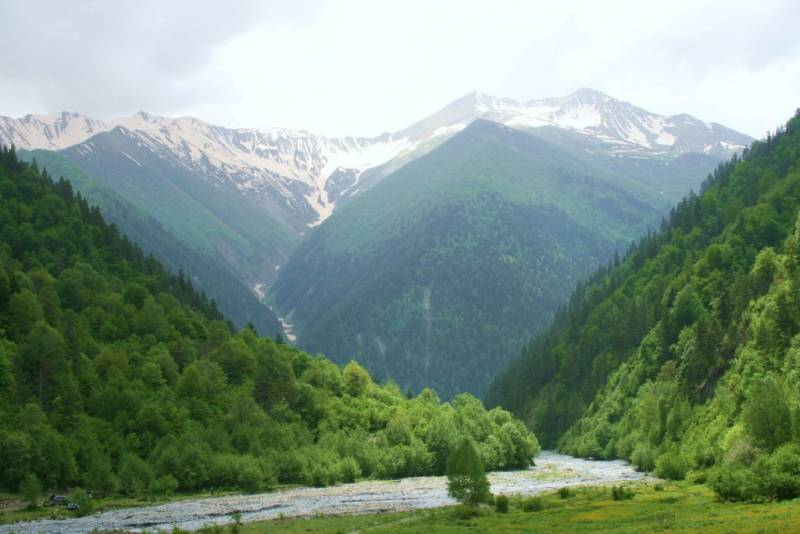
Paisaje en Osetia del Sur, cerca de Dzattiatykau, distrito de Dzauski

La República de Osetia del Sur (en osetio: Республикӕ Хуссар Ирыстон, Respublikae Xussar Iryston; en ruso: Республика Южная Осетия, Respúblika Yúzhnaya Osetiya; en georgiano: სამხრეთ ოსეთი, Samjreti Oseti) es un territorio situado en el Cáucaso en el norte de Georgia. Durante la época de la Unión Soviética fue el óblast Autónomo de Osetia del Sur dentro de la República Socialista Soviética de Georgia. La mayor parte de esta provincia declaró unilateralmente su independencia en 1991 y se convirtió en una república independiente de facto. Al igual que gran parte de la comunidad internacional, Georgia la considera como parte de su territorio. Rusia firmó el 26 de agosto de 2008 los decretos por los cuales se reconoció la independencia de Abjasia y Osetia del Sur, que ambas regiones habían declarado a principios de los años 90. Estos reconocimientos internacionales apenas han sido emulados por Nicaragua y Venezuela y tres minúsculos países oceánicos Nauru, Vanuatu y Tuvalu, carecen del apoyo de la ONU y son rechazados por la Unión Europea, los Estados Unidos y sus aliados. Algunos analistas internacionales han visto en este caso una respuesta del Kremlin a la independencia de Kosovo en febrero de 2008, apoyada en gran parte por los Estados Unidos y por varios países europeos.

## Personajes famosos de Shida Kartli

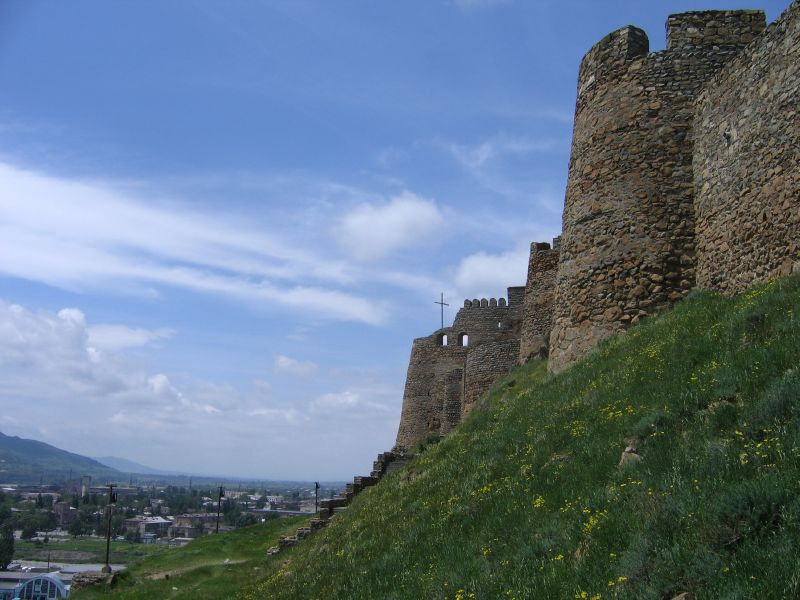
Fortaleza de Gori

- Iósif Stalin, político nacido en Gori.
- Giorgi Kandelaki, campeón mundial de boxeo georgiano, en la categoría superpesado, nacido en Gori en 1974.
- Aleksi Matschavariani (1913-1995), compositor georgiano nacido en Gori.
- Suljan Tsintsadze (1925-1991), compositor georgiano nacido en Gori.

## Composición étnica
Según el censo de 2014, en la región de Shida Kartli sin incluir la población de Osetia del Sur, viven 263 382 habitantes, los georgianos constituyen la mayoría de la población 94,7 %; los azeríes representan un 2,1 %; los osetios, el 1,8 %; los armenios, el 0,8 %; los rusos, 0,3 %.
En Osetia del Sur en 2008, la población total era de aproximadamente 72 000 personas: el 64,3 % eran osetios; el 25 %, georgianos; el 2,8 %, rusos; y el 1,2 %, armenios.

## Turismo
Entre los atractivos turísticos de la región se destaca Uplistsije una fortaleza excavada en la roca. Es un sitio increíble aproximadamente 15 kilómetros al sureste de la ciudad de Gori, en la margen izquierda del río Mtkvari (río Kurá). En la ciudad de Gori se encuentra el museo etnográfico de Stalin, es el museo de Stalin más importante del dictador soviético.
En Shida Kartli está también el lugar de nacimiento de Iakob Goguebashvili, uno de los escritores más importantes para la literatura georgiana, en su pueblo natal se encuentra un museo dedicado a él.